# Čchi Ťi-kuang
Čchi Ťi-kuang (čínsky pchin-jinem Qī Jìguāng, znaky zjednodušené 戚继光, tradiční 戚繼光; 12. listopadu 1528 – 17. ledna 1588) byl generál působící v čínské říši Ming za vlády císaře Ťia-ťinga. V letech 1555–1568 se podílel na potlačení útoků čínských pašeráků a pirátů na jihovýchodním pobřeží Číny, později sloužil na čínsko-mongolské hranici. Na základě zkušeností z bojů s piráty i Mongoly sestavil populární učebnice výcviku a bojových postupů Ťi-siao sin-šu a Liang-ping š’-ťi.

## Jméno
Čchi Ťi-kuang používal zdvořilostní jméno Jüan-ťing (čínsky pchin-jinem Yuánjìng, znaky 元敬) a literární pseudonym Nan-tchang (čínsky pchin-jinem Nántáng, znaky 南塘), později Nan-tchang (čínsky pchin-jinem Mèngzhū, znaky zjednodušené 孟诸, tradiční 孟諸). Za mimořádné zásluhy o stát obdržel posmrtné jméno Wu-i (čínsky pchin-jinem Wǔyì, znaky 武毅).

## Život

### Mládí a počátek kariéry
Čchi Ťi-kuang se narodil ve městě Lu-čchiao (鲁橋) v provincii Šan-tung v rodině dědičných důstojníků. Jeho předek Čchi Siang sloužil jako generál v armádě Ču Jüan-čanga, zakladatele říše Ming, a padl v boji. Když se později stal Ču Jüan-čang stal císařem, udělil rodině Čchi dědičné místo velitele pluku v Teng-čou (登州衛, Teng-čou wej), umístěného v moderním okresu Pcheng-laj na severním pobřeží Šan-tungu.
Když jeho otec Čchi Ťing-tchung (戚景通) zemřel, Čchi Ťi-kuang ve věku sedmnácti let převzal velením nad tengčouským plukem. Oženil se, jeho sourozenci byli ještě mladí, proto nechal vedení domácnosti na své manželce. Kromě budování pobřežní obrany ve svěřeném okrsku, také v letech 1548 až 1552 vedl své vojáky na pomoc k obraně Ťi-čou (薊州, východně od Pekingu) proti jarním nájezdům východních Mongolů.
Ve dvaadvaceti letech odcestoval do Pekingu k důstojnickým zkouškám. V té době Mongolové vedení Altan-chánem protrhli pohraniční obranu a oblehli Peking. K obraně města byli mobilizováni i kandidáti vojenských zkoušek. Čchi Ťi-kuang během bojů předvedl mimořádnou chrabrost.

### Boje s piráty na jihovýchodě
V roce 1553 byl povýšen na pomocníka vojenského komisaře (都指揮僉事, tu-č’-chuej čchien-š’) šantungské pobřežní obrany, která měla za úkol zabezpečit provincii proti útokům pirátů wo-kchou, vesměs Číňanům, i když někteří pocházeli i z Japonska, Portugalska a jihovýchodní Asie. Když Čchi Ťi-kuang převzal velení nad šantungskou pobřežní obranou, měl méně než 10 000 vojáků, třebaže papírově byl stav 30 000. Navíc většina z dezertérů byli mladí a silní muži, kteří si mohli najít živobytí jinde, ve službě zůstali jen staří a slabí. Vojákům chyběl výcvik a kázeň, zatímco pobřežní opevnění byla po letech bez údržby zchátralá.

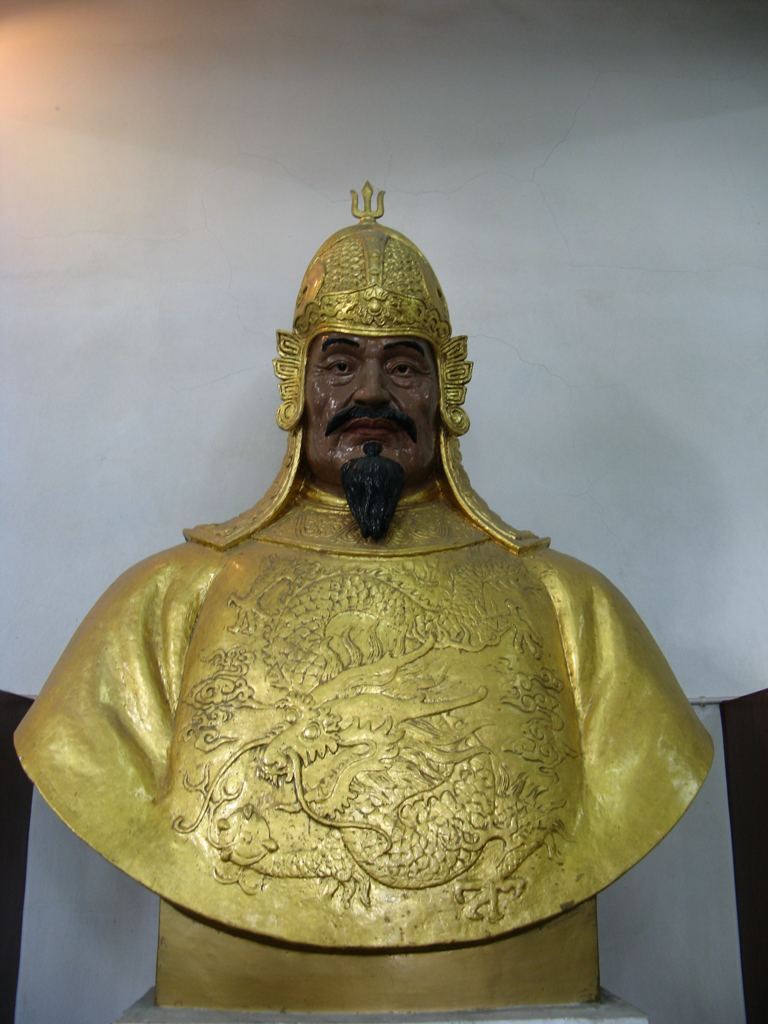
Čchi Ťi-kangova socha ve Fu-čou

Na podzim roku 1555 Čchi Ťi-kuanga přeložili do jihovýchodní pobřežní provincie Če-ťiang, kde se následkem útoků wo-kchou bezpečnostní situace vymkla kontrole. Spolu s dalšími dvěma renomovanými vojevůdci, Jü Ta-jouem a Tchan Lunem, Čchi Ťi-kuang vedl mingské vojáky k rozhodujícímu vítězství u Cchen-kang (岑港) roku 1558. Poté se svými vojáky porazil pirátské nájezdníky u Tchao-ču (桃渚), Chaj-men (海門衛) a Tchaj-čou. Po vítězství u Cchen-kang, však nejen že nebyl oceněn, ale naopak se jen těsně vyhnul degradaci kvůli pomluvám, že s piráty spolupracoval.
Se situací v Če-ťiangu pod kontrolou se Čchi Ťi-kuang soustředil na výcvik vojáků a budování disciplinovaného a efektivního vojska. Jeho armáda nebyla velká, zprvu (roku 1559) měl pouze 3 tisíce mužů, později jejich počet zdvojnásobil, maximálně jich vedl 10 tisíc. Počty však nahrazoval kvalitním výcvikem. Při náboru odmítal příchozí z měst, do služby přijímal hlavně horníky a rolníky z čeťiangského okresu I-wu, protože věřil, že tamní obyvatelé jsou čestní a pracovití. Také dohlížel na výstavbu 44 námořních lodí různých velikostí, určených k použití proti pirátům na moři.
Při výcviku kladl důraz na souhru mužů v malých jednotkách, vyzbrojených kombinací tyčových zbraní – bambusových kopí a halaparten a štítů a mečů pro boj zblízka, to jest vesměs jednoduchými zbraněmi, které bylo možné snadno získat z místních zdrojů. Střelných zbraní měla Čchi Ťi-kuangova pěchota jen málo. Naproti tomu sílu své flotily založil na jejich využití; posádka džunky o 55 mužích sestávala z pěti oddílů, z nichž dva byly vyzbrojeny arkebuzami, dva obsluhovaly děla, plamenomety a rakety a i poslední byl vybaven střelnými zbraněmi. Svým mužům vštěpoval pocit odpovědnosti za bezpečí na bráněném území, zdůrazňoval, že pouze z klidného zázemí lze získat peníze a potraviny, které potřebují.
První zkouška Čchi Ťi-kuangovy nové armády přišla roku 1559. Po měsíčních bojích s piráty v prefektuře Tchaj-čou, v nichž piráti měli více než pětitisícové ztráty, si jeho armáda vydobyla slávu mezi obyvatelstvem a obavy u nepřátel.
Částečně v důsledku Čchi Ťi-kuangova vojenského úspěchu v Če-ťiangu přesunuli piráti wo-kchou své aktivity více na jih, do provincie Fu-ťien. Více než 10 000 se jich usadilo v pevnostech podél pobřeží od Fu-anu na severu po Čang-čou na jihu. V červenci 1562 Čchi Ťi-kuang vedl 6 000 svých vojáků na jih do Fu-ťienu. Během dvou měsíců, jeho armáda vyčistila tři hlavní základny pirátů wo-kchou – v Cheng-jü (橫嶼), Niou-tchien (牛田) a Lin-tun (林墩).
Nicméně jeho vlastní armáda následkem bojů a nemocí také utrpěla značné ztráty. Vzhledem k potlačení pirátských aktivit ve Fu-ťienu se Čchi Ťi-kuang stáhl do Če-ťiangu, aby přeskupil své síly. Wo-kchou využili příležitost k novému útoku na Fu-ťien a dobyli přístav Sing-chua (興化, současný Pchu-tchien). V dubnu 1563 Čchi Ťi-kuang přivedl do Fu-ťienu 10 000 vojáku a získal Sing-chua zpět. Během příštího roku série vítězství jeho armády konečně problém pirátů ve Fu-ťienu zcela vyřešila.
V září 1565 byla svedena velká bitva s piráty na ostrově Nan-ao, který leží blízko hranice mezi provinciemi Fu-ťien a Kuang-tung. Tam Čchi Ťi-kuang spojil své síly se svým starým přítelem Jü Ta-jouem aby znovu porazili ostatek spojených čínských a japonských pirátů.

### Boje s Mongoly na severu
S uklidněním situace v jihovýchodních pobřežních provinciích byl Čchi Ťi-kuang koncem roku 1567 přeložen do Pekingu, aby se ujal výcviku vojáků císařských gard.

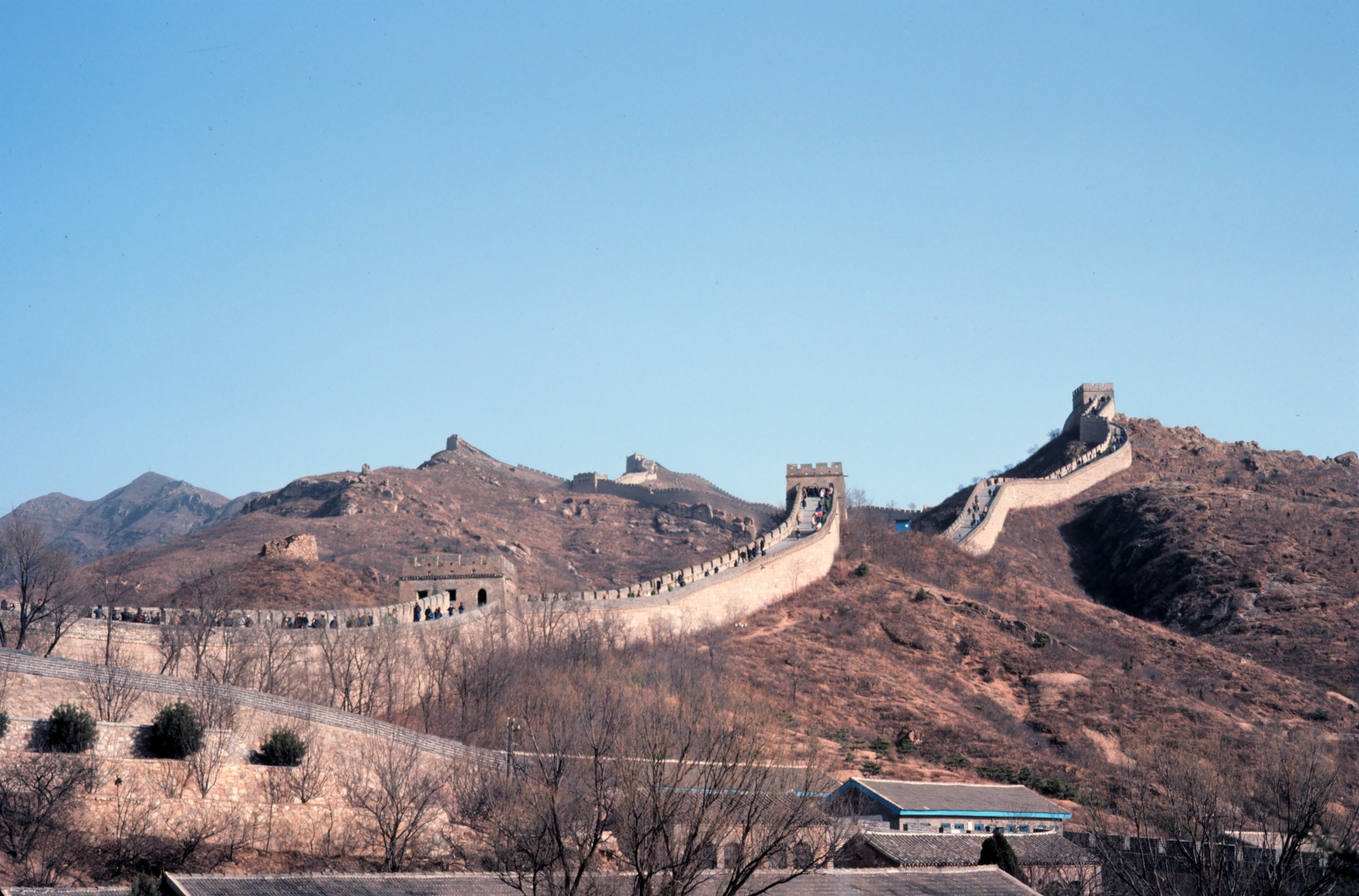
Velká čínská zeď u Pa-ta-ling, jeden z úseků opravených Čchi Ťi-kuangem

V příštím roce (1568) mu bylo svěřeno velení vojsk v Ťi-čou na severovýchodní hranici s Mongoly. Čchi Ťi-kuang vzápětí začal opravovat Velkou čínskou zeď v úseku mezi Šan-chaj-kuanem a průsmykem Ťü-jung. Mezitím řídil výstavbu strážních věží podél zdi. Po dvou letech tvrdé práce bylo dokončeno více než 1000 strážních věží, které výrazně posílily obranu severu.
Vzpoura proti říši Jüan – povstání rudých turbanů – v polovině 14. století vyústila v založení ryze čínské říše Ming a vyhnání Mongolů z Číny. Nicméně, Mongolové přesto v následujících staletích obtěžovali Číňany útoky v pohraničí. Když Čchi Ťi-kuang roku 1550 pobýval v Pekingu, Altan-chán, vládce pravého křídla Mongolů, prorazil pohraniční obranu a pronikl až k Pekingu. V roce 1571 mu mingský císař udělil titul kníže Šun-i (順義王, Šun-i wang) a povolil vzájemný obchod. Altan-chán pak zakázal svým podřízeným útočit na čínská sídla. Nicméně levé křídlo Mongolů vedené Jasaghtu-chánem pokračovalo ve zkoušení obranyschopnosti Čchi Ťi-kuangových jednotek, ale bez velkého úspěchu.
V zimě 1572 Čchi Ťi-kuang provedl měsíc trvající vojenské cvičení s více než 100 tisíci vojáků. Na základě zkušeností z manévrů napsal učebnici Záznamy vojenského výcviku, ceněnou dalšími generacemi vojevůdců.
Začátkem roku 1583 byl zbaven svých povinností na severní hranici a přeložen na nevýznamný post v provincii Kuang-tung. Jeho již dost špatný zdravotní stav se v příštích dvou letech ještě zhoršil, a přiměl ho k návratu do rodného města. Nakonec roku 1588 zemřel, den před (čínským) Novým rokem. Svůj život pravděpodobně nejlépe shrnul ve vlastní básni:
| „ | Po tři sta šedesát dní roku, držím zbraň připraven na hřbetu mého oře. | “ |

## Dílo
Své výcvikové postupy, bojové formace, způsoby boje v závislosti na terénu a nepříteli i názory na vojenskou strategii shrnul ve dvou příručkách, první z nich je Ťi-siao sin-šu (紀效新書, volně Nová kniha efektivních postupů), druhá Liang-ping š’-ťi (練兵實紀, Záznamy vojenského výcviku). Během svého života napsal i velké množství básní a prozaických děl, shromážděných ve sbírce Č’-č’ tchang-ťi (止止堂集, Sbírka ze síně Č’-č’), pojmenované podle studijní síně v jeho úředním sídle v Ťi-čou.